# 3907 Kilmartin
3907 Kilmartin è un asteroide della fascia principale. Scoperto nel 1904, presenta un'orbita caratterizzata da un semiasse maggiore pari a 2,7945053 UA e da un'eccentricità di 0,1185032, inclinata di 11,00128° rispetto all'eclittica.
L'asteroide è dedicato all'astronoma neozelandese Pamela Margaret Kilmartin .